# Замбийско-танзанийские отношения
Замбийско-танзанийские отношения — двусторонние дипломатические отношения между Замбией и Танзанией. Протяжённость государственной границы между странами составляет 353 км.

## История
В 1966 году был построен нефтепровод между странами под названием TAZAMA, что является аббревиатурой от слов ТАнзания, ЗАмбия, МАфута (нефть на языке суахили). Акции компании поделены следующим образом: две трети принадлежат правительству Замбии и одна треть правительству Танзании. По данному нефтепроводу осуществляется поставка нефти из танзанийского порта Дар-эс-Салам в замбийский город Ндола. Протяжённость нефтепровода составляет 1705 км. В период с 1970 по 1975 год между Замбией и Танзанией была проложена железная дорога. Протяжённость железной дороги составляет 1860 км, строительство осуществлялось при финансовой поддержке Китайской Народной Республики.
В настоящее время между странами дружеские отношения. В феврале 2015 году президент Танзании Джакайя Киквете осуществил двухдневный визит в столицу Замбии Лусаку по приглашению президента этой страны Эдгара Лунгуу. В ноябре 2015 года Эдгар Лунгу посетил с официальным визитом Дар-эс-Салам, где провел встречу с президентом Танзании Джоном Магуфули. В ноябре 2016 года президент Замбии Эдгар Лунгу посетил с официальным визитом Танзанию, где провёл встречу со своим танзанийским коллегой Джоном Магуфули. Лидеры обеих стран обсудили возможность дальнейшего расширения экономического сотрудничества.

## Торговля
В 2009 году товарооборот между странами составил сумму 20 миллионов долларов США. В 2015 году экспорт Замбии в Танзанию составил сумму 52,7 млн долларов США. Основные статьи экспорта: рафинированная медь, медные провода, зерно.